# Целус

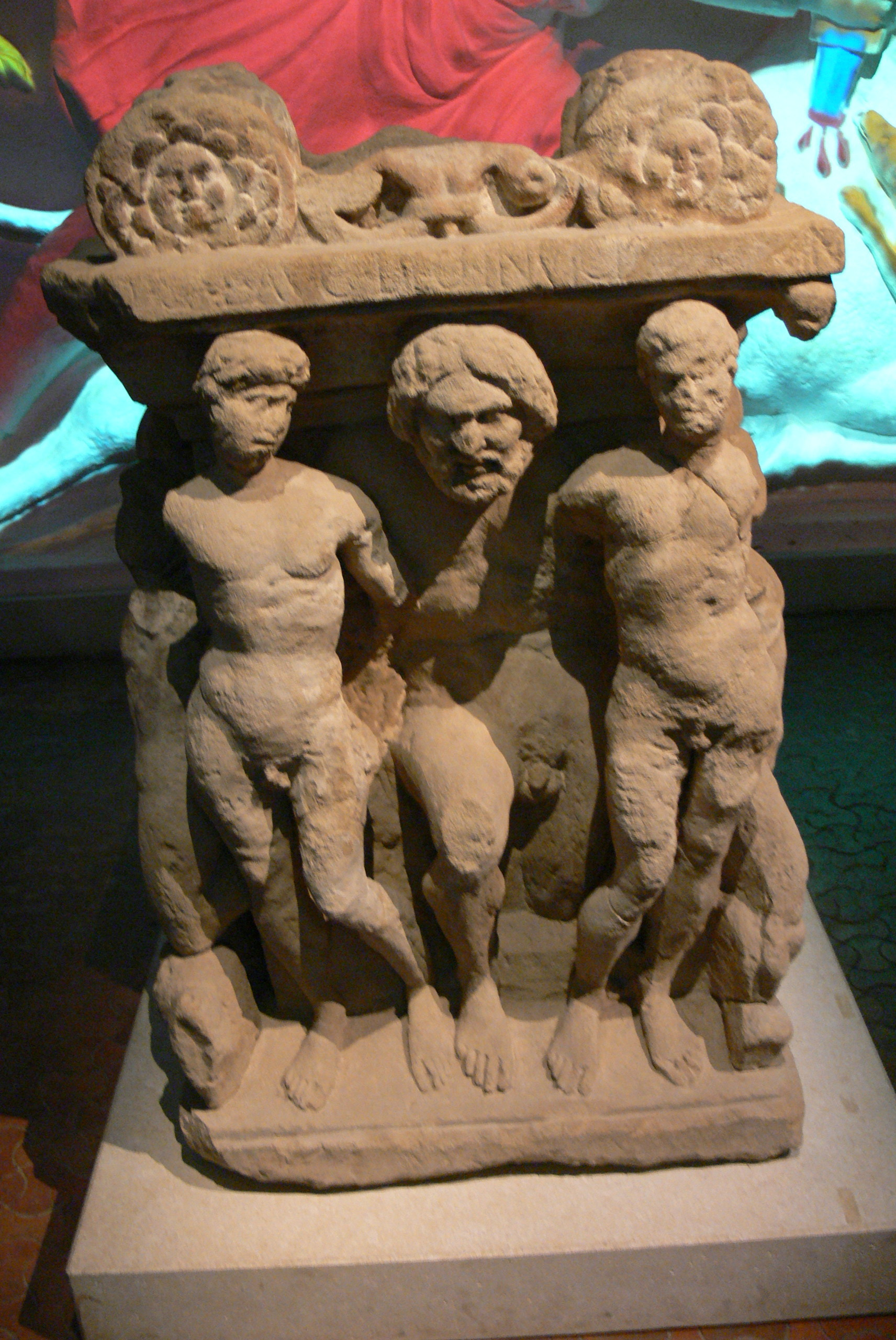
Вівтар Мітри (III ст. н. е.), на якому зображено Цела в оточенні алегорій пір року (Музей Карнунтінум, Нижня Австрія)

Целус або Цел (Caelus, Coelus; [ˈsiːləs] ; SEE-ləs) — первісний бог неба в римській міфології та теології, іконографії та літературі (caelum, латинське слово, що означає «небо» або «небо»). Божество розуміли як чоловічу породжуючу силу.

## Ідентичність
Ім'я Цела вказує на те, що він був римським аналогом грецького бога Урана (Οὐρανός, Ouranos), який мав велике значення в теогонії греків, і єврейського бога Яхве. Варрон поєднує його з Террою (Землею) як pater et mater (батько і мати) і каже, що вони є «великими божествами» (dei magni) у теології містерій на Самофракії. Хоча відомо, що Цель не мав культу в Римі, не всі вчені вважають його грецьким імпортом з латинською назвою; його асоціювали з Сумманом, богом нічного грому, як «суто римського».
Цел починає регулярно з'являтися у мистецтві за доби Августа у зв'язку з культом Мітри в епоху імперії. Вітрувій зараховує його до числа небесних богів, чиї храмові споруди (aedes) повинні будуватися відкритими до неба. Як бог неба він ототожнювався з Юпітером, про що вказує напис Optimus Maximus Caelus Aeternus Iup<pi>ter.